# CacheFS
CacheFS — название нескольких похожих технологий, созданных для ускорения работы Network File System. Эти технологии работают схожим образом: они сохраняют (кэшируют) копии файлов на локальном жёстком диске. Если файл потребуется снова, то получить доступ к нему локально будет быстрее, чем через сеть.
CacheFS используется в нескольких Unix-подобных операционных системах. Оригинальная версия была создана в 1993 корпорацией Sun Microsystems для операционной системы Solaris 2.3. В 1994 технология была применена в IRIX 5.3. Вариант для Linux был реализован только в 2003.